# Tu nombre me sabe a yerba
Tu nombre me sabe a yerba, es el título de una canción compuesta por el cantautor catalán Joan Manuel Serrat y dedicada a Pepa Flores, Marisol, quien también la cantaría en 1971.

## Descripción
Incluida en el primer LP en castellano de Serrat, La Paloma, se trata de una balada romántica que sublima el canto al amor en medio de la naturaleza con influencias pop y folk. 
Los arreglos iniciales del tema corresponden al argentino Waldo de los Ríos, pero fueron desechados y los definitivos tienen la acreditación de Ricard Miralles.

## Versiones
Se han realizado numerosas versiones del clásico de Serrat, siendo la más destacada la de la cantante malagueña Marisol, con arreglos en esta ocasión de Juan Carlos Calderón y que llegaría a superar el éxito de la versión del intérprete original.
Otros artistas que han publicado el tema incluyen a Emilio el Moro (1970), el grupo Los Grillos (1970), Manolo Escobar (1987) y Antonio Flores (1995, en una versión aflamencada).
Además, el autor ha grabado la canción a dúo con María Dolores Pradera en 2013 y con Joaquín Sabina en 2007.
Fue interpretada para televisión por Jose Toledo y Pedro Rollán en el espacio musical de TVE Telepasión en 1997 y por José Manuel Soto imitando a Serrat en el talent show de Antena 3 Tu cara me suena  en 2014.